# Aeródromo de Kimry
El Aeródromo de Kimry (del ruso: Аэродром Ки́мры); IATA: , ICAO: UUEI), se encuentra 8 km al sur de Kimry, en el óblast de Tver, Rusia. También es conocido como «Aeropuerto Borkí» (en ruso: Аэропорт Борки́ o «Aeropuerto Kletino»
Se trata de un aeródromo deportivo especializado en la enseñanza y práctica del paracaidismo. Está gestionado por el «Aeroclub Nacional de Rusia V.P.Chkalov» (del ruso: «Национальный аэроклуб России имени В. П. Чкалова»).

## Pista
El aeropuerto de Kimry dispone de una pista de asfalto en dirección 06/24 y unas dimensiones de 1.415 × 40 m (4.642 × 131 pies).

## Enlaces externos

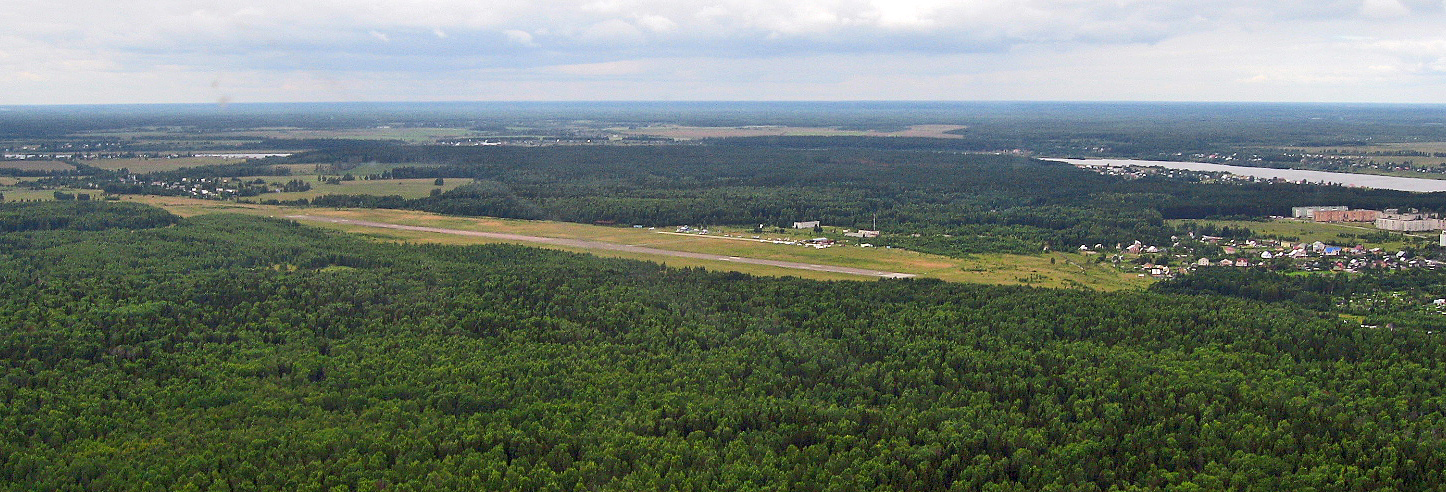
Vista aérea.
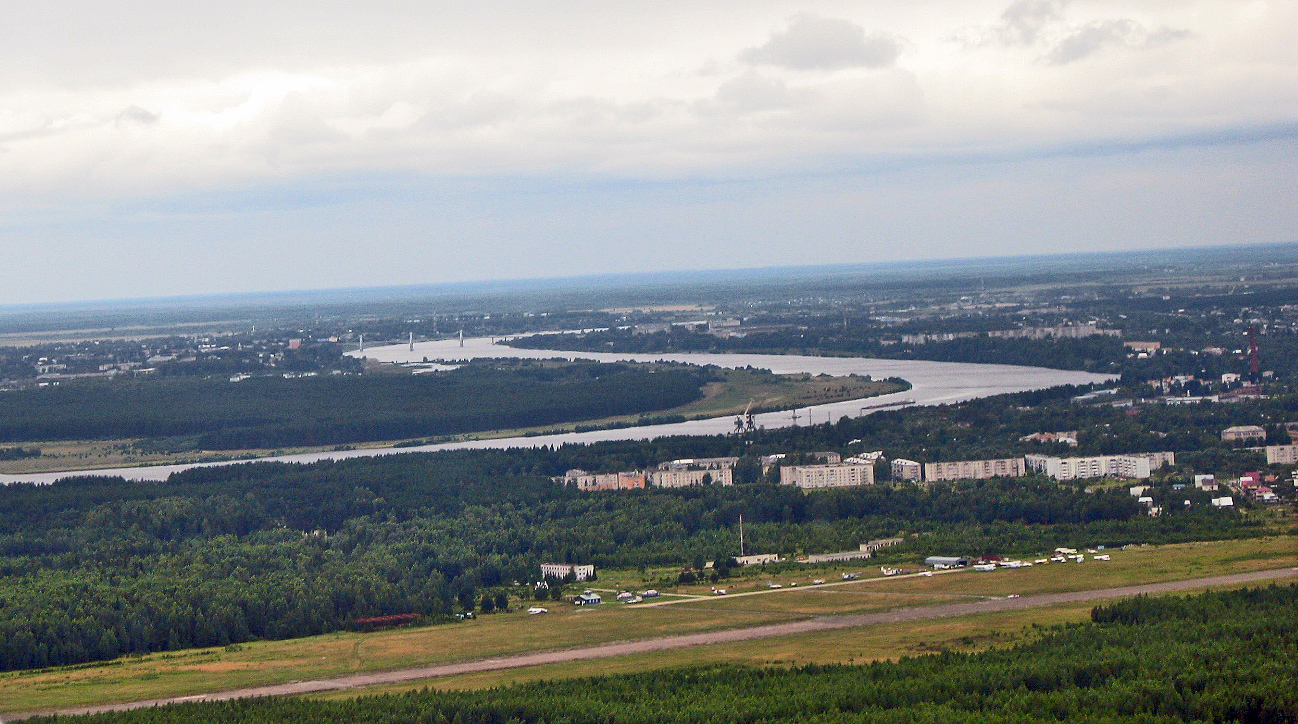
Vista aérea.
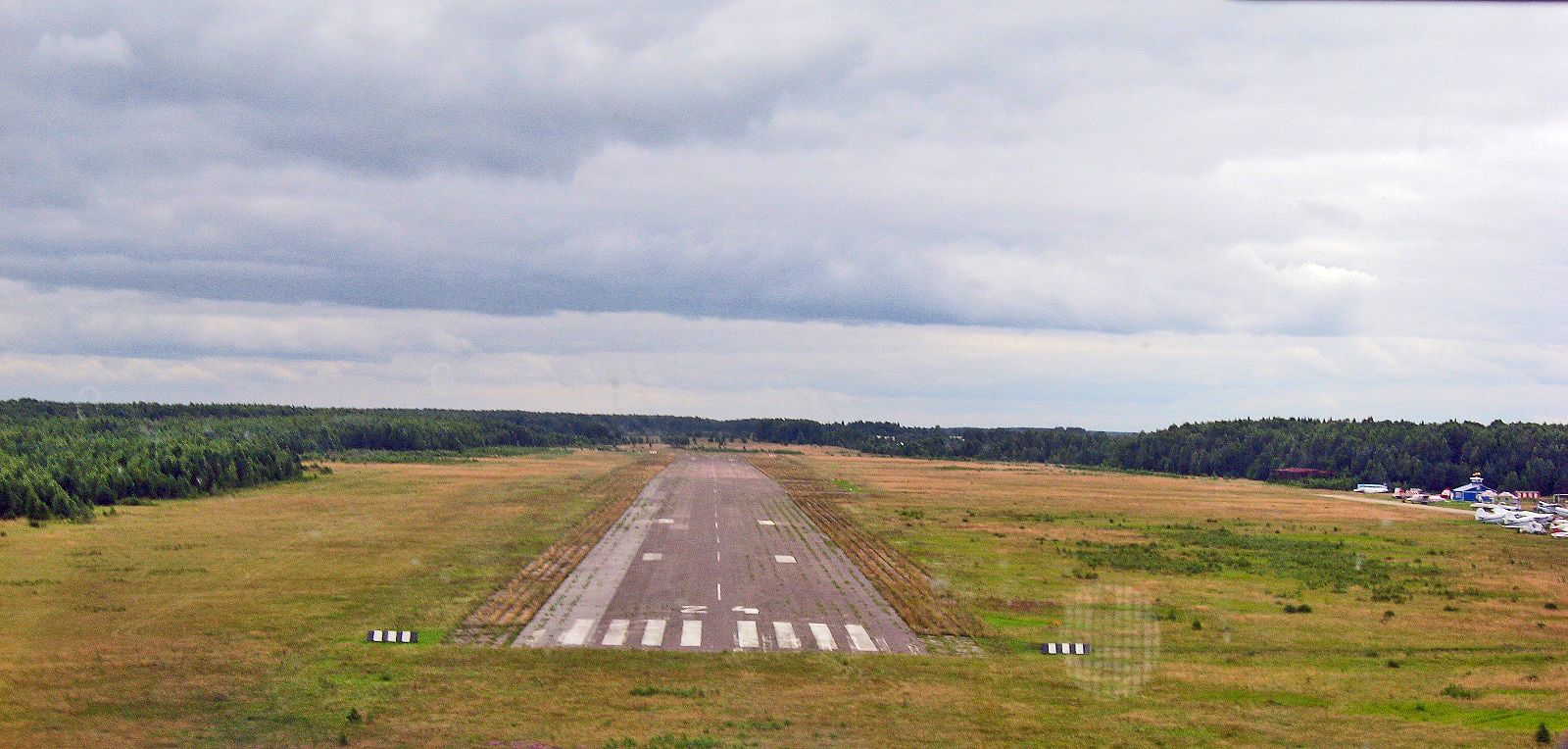
Vista aérea.
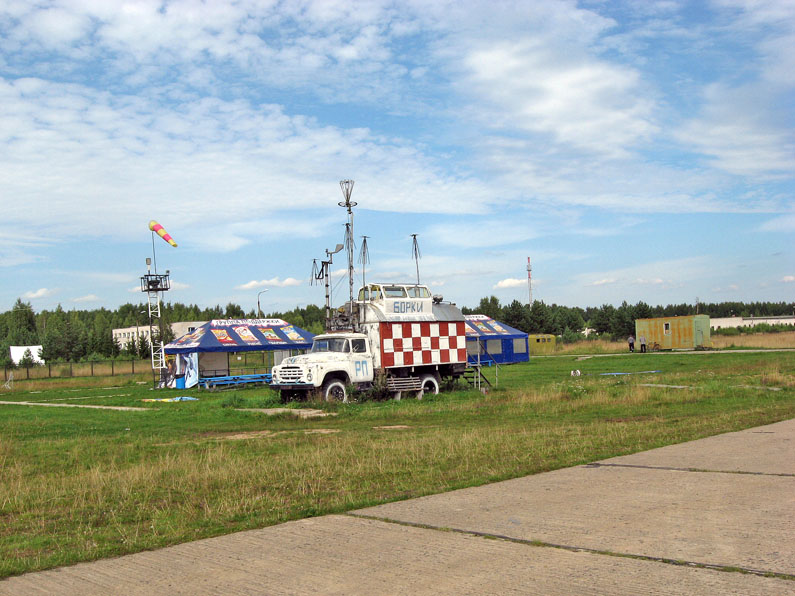
Torre de control móvil.
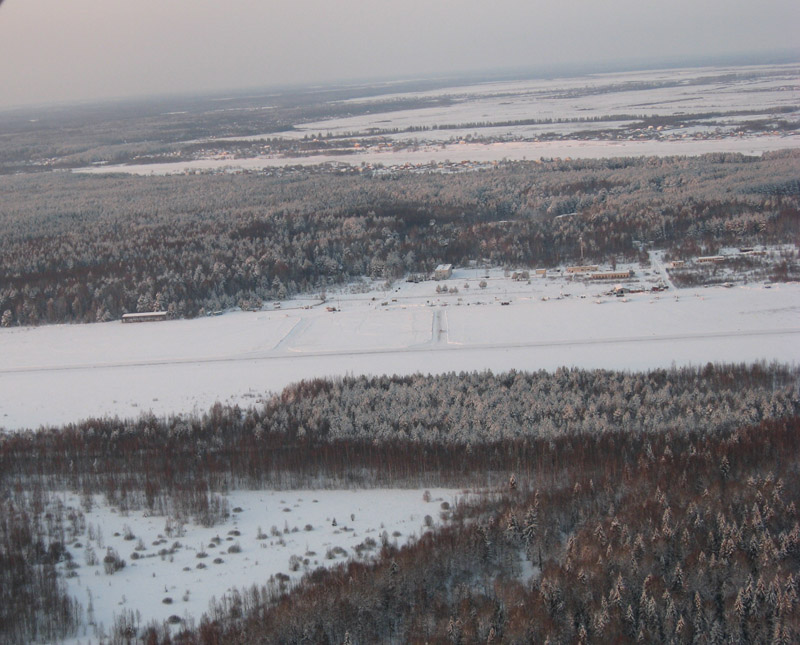
El aeródromo en invierno.